# Ramsundritzung

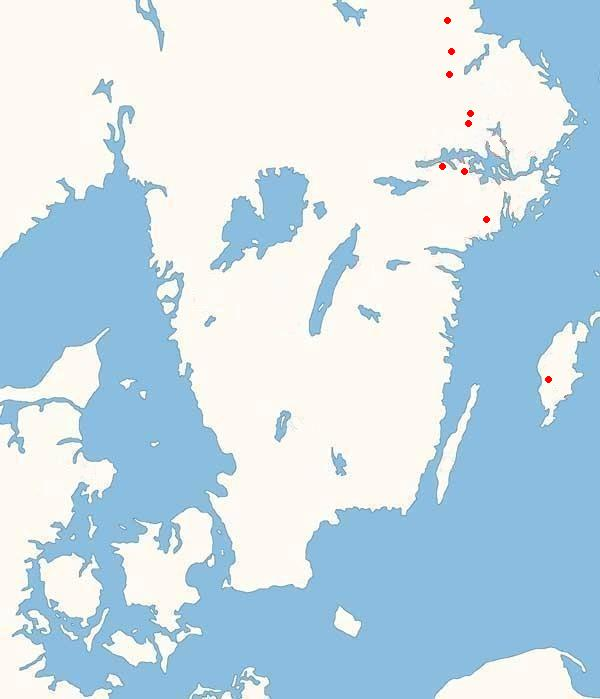
Sigurdritzungen in Schweden

Die Ramsundritzung (schwedisch Ramsundsristningen) ist ein Stein mit einer eingeritzten Zeichnung, unter der sich eine Runeninschrift (Nr. Sö 101) befindet. Die Felsritzung mit einer Breite von 4,6 Metern und einer Höhe von 1,9 Metern befindet sich nördlich der Kirche von Sundby in der Gemeinde Eskilstuna im schwedischen Södermanland. Da es sich bei der Zeichnung um eine Darstellung der Sigurd-Sage handelt, die von einer Frau namens Sigrid in Auftrag gegeben wurde, ist die Ritzung auch unter dem Namen „Sigurdritzung“ bekannt. Die Tötung der Schlange bezieht sich (wie beim Göksten) auf die Ritzung am unteren Rand, wo das Schlangenband mit einem Schwert durchbohrt wird. 
Der Runentext lautet
siriþR kiarþi bur þosi muþiR alriks tutiR urms fur salu hulmkirs faþur sukruþar buata sis,
was sich sinngemäß übersetzen lässt mit
„Sigriþr, Alrikrs Mutter, Orms Tochter, machte diese Brücke für die Seele des Holmgeirr, Vater der Sigruþr, ihren Ehemann.“
Vergleichbare Darstellungen aus der Sigurd-Sage sind von sechs weiteren Runensteinen in Schweden bekannt, die zusammenfassend als Sigurdsteine bezeichnet werden (Sö 327 Gökstenritzung, U 1163 Dräflesten, Bo NIYR 3 Norumfunten, U 1175 Runenstein von Stora Ramsjö, Gs 9 Årsundasten und Gs 19 Runenstein von Ockelbo). 